# North America Sucks!!
North America Sucks!! is een splitalbum van de punkbands Anti-Flag (VS) en d.b.s. (Canada) uitgegeven in 1996 door het label Nefer Records. De nummers "I Hate You" en "Too Many People" van d.b.s staan op dezelfde track (namelijk track 15), maar op de achterkant van het album wordt vermeld dat de nummers op aparte tracks staan (15 en 16). De meeste nummers van Anti-Flag zouden later te horen zijn op het studioalbum Their System Doesn't Work for You (1998).

## Nummers
1. "I Can't Stand Being with You" - 2:08
2. "We've Got His Gun" - 2:17
3. "The Truth" - 2:43
4. "Indie Sux, Hardline Sux, Emo Sux, You Suck!" - 2:08
5. "Anti-Violent" - 3:04
6. "You'll Scream Tonight" - 5:18
7. "Their System Doesn't Work for You" - 2:34
8. "Born to Die" - 2:08
9. "I'm Having a Good Day" - 2:43
10. "Not Gonna Change" (bonustrack) - 1:50
11. "Courage" - 1:10
12. "Surrey Song" - 2:24
13. "Expectations Are for the Old" - 2:11
14. "You're Not the One" - 1:52
15. "I Hate You"/"Too Many People" - 3:35
16. "Around Again" - 2:24
17. "David O. Is a Nazi" - 2:34
18. "The Egyptian Musician" - 1:28

## Muzikanten
Anti-Flag
- Andy Flag - basgitaar, zang
- Pat Thetic - drums
- Justin Sane - gitaar, zang

d.b.s.
- Andy Dixon - gitaar, achtergrondzang
- Dhani Borges - basgitaar
- Jesse Gander - zang
- Paul Patko - drums, achtergrondzang